# Monterrey Open 2016
Monterrey Open 2016 byl tenisový turnaj pořádaný jako součást ženského okruhu WTA Tour, který se hrál v areálu tenisového oddílu Sierra Madre Tennis Club na otevřených dvorcích s tvrdým povrchem DecoTurf. Konal se mezi 29. únorem až 6. březnem 2016 v mexickém městě Monterrey jako osmý ročník turnaje.
Turnaj s rozpočtem 250 000 dolarů patřil do kategorie WTA International Tournaments. Dotace tak byla oproti minulému ročníku snížena na polovinu. Nejvýše nasazenou hráčkou ve dvouhře se stala světová sedmnáctka Sara Erraniová z Itálie, kterou ve druhém kole hladce porazila pozdější semifinalistka Kontaveitová. Jako poslední přímá účastnice do dvouhry nastoupila 85. estonská hráčka žebříčku Anett Kontaveitová.
Třetí singlový titul kariéry získala Britka Heather Watsonová. Deblovou soutěž
ovládl španělský pár Anabel Medinaová Garriguesová a Arantxa Parraová Santonjaová.

## Distribuce bodů a finančních odměn

### Distribuce bodů
| Soutěž  | vítězky | finalistky | semifinalistky | čtvrtfinalistky | 16 v kole | 32 v kole | Q  | Q3 | Q2 | Q1 |
| ------- | ------- | ---------- | -------------- | --------------- | --------- | --------- | -- | -- | -- | -- |
| dvouhra | 280     | 180        | 110            | 60              | 30        | 1         | 18 | 14 | 10 | 1  |
| čtyřhra | 280     | 180        | 110            | 60              | 1         | —         | —  | —  | —  | —  |

### Finanční odměny
| Soutěž                                | vítězky | finalistky | semifinalistky | čtvrtfinalistky | 16 v kole | 32 v kole | Q3     | Q2   | Q1   |
| ------------------------------------- | ------- | ---------- | -------------- | --------------- | --------- | --------- | ------ | ---- | ---- |
| dvouhra                               | $43 000 | $21 400    | $11 300        | $5 900          | $3 310    | $1 925    | $1 005 | $730 | $530 |
| čtyřhra                               | $12 300 | $6 400     | $3 435         | $1 820          | $960      | —         | —      | —    | —    |
| částky ve čtyřhře jsou uváděny na pár |         |            |                |                 |           |           |        |      |      |

## Ženská dvouhra

### Nasazení
| Stát                          | Hráčka                     | WTA | Nasazení |
| ----------------------------- | -------------------------- | --- | -------- |
| Itálie                        | Sara Erraniová             | 17. | 1.       |
| Dánsko                        | Caroline Wozniacká         | 22. | 2.       |
| Rusko                         | Anastasija Pavljučenkovová | 25. | 3.       |
| Spojené království            | Johanna Kontaová           | 26. | 4.       |
| Francie                       | Caroline Garciaová         | 33. | 5.       |
| Belgie                        | Alison Van Uytvancková     | 44. | 6.       |
| Černá Hora                    | Danka Kovinićová           | 46. | 7.       |
| Maďarsko                      | Tímea Babosová             | 48. | 8.       |
| Žebříček WTA k 22. únoru 2016 |                            |     |          |

### Jiné formy účasti
Následující hráčky obdržely divokou kartu do hlavní soutěže:
- Victoria Rodríguezová
- Francesca Schiavoneová
- Marcela Zacaríasová

Následující hráčky postoupily z kvalifikace:
- Petra Martićová
- Nicole Gibbsová
- Julia Glušková
- Pauline Parmentierová

### Odhlášení
před zahájením turnaje
- Viktoria Azarenková →nahradila ji Magdaléna Rybáriková
- Madison Keysová →nahradila ji Irina Falconiová
- Karin Knappová →nahradila ji Tatjana Mariová
- Laura Robsonová →nahradila ji Heather Watsonová
- Coco Vandewegheová →nahradila ji Mariana Duqueová Mariñová

## Ženská čtyřhra

### Nasazení
| Stát                                                                      | Hráčka                     | Stát      | Hráčka                    | WTA  | Nasazení |
| ------------------------------------------------------------------------- | -------------------------- | --------- | ------------------------- | ---- | -------- |
| Španělsko                                                                 | Anabel Medina Garriguesová | Španělsko | Arantxa Parra Santonjaová | 70.  | 1.       |
| Austrálie                                                                 | Anastasia Rodionovová      | Polsko    | Alicja Rosolská           | 85.  | 2.       |
| Nizozemsko                                                                | Kiki Bertensová            | Švédsko   | Johanna Larssonová        | 107. | 3.       |
| Argentina                                                                 | María Irigoyenová          | Polsko    | Paula Kaniová             | 131. | 4.       |
| Žebříček WTA k 22. únoru 2016; číslo je součtem umístění obou členek páru |                            |           |                           |      |          |

### Jiné formy účasti
Následující páry obdržely divokou kartu do hlavní soutěže:
- Andrea Gámizová /  Ana Sofía Sánchezová
- Victoria Rodríguezová /  Renata Zarazúová

## Přehled finále

### Ženská dvouhra
- Heather Watsonová vs.  Kirsten Flipkensová, 3–6, 6–2, 6–3

### Ženská čtyřhra
- Anabel Medinaová Garriguesová /  Arantxa Parraová Santonjaová vs.  Petra Martićová /  Maria Sanchezová, 4–6, 7–5, [10–7]